# Luís Inácio de Ataíde Azevedo e Brito Malafaia
D. Luís Inácio de Ataíde Azevedo e Brito Malafaia (Lisboa, Pena, 14 de setembro de 1735 - Lisboa, Rua de Nossa Senhora do Monte Olivete, 18 de junho de 1792), senhor da honra de Barbosa, por sucessão confirmada em carta régia de 20 de novembro de 1780 (D. Maria I), foi um nobre e militar português do século XVIII.

## Biografia
Era filho segundogénito de D. António José de Ataíde Azevedo e Brito, senhor das honras de Barbosa e de Ataíde (16 de março de 1722), e das vilas de Aguieira e Mourisca, "senhorios dos seus maiores desde o início do reino", governador da praça de Castelo de Vide, etc. e de sua mulher, D. Ana Joaquina da Cunha e Meneses, filha do 2.º casamento de D. Pedro Álvares da Cunha, 18.º senhor de Tábua, com D. Maria Teresa de Meneses (ou Vilhena), da casa dos Meneses da Flor da Murta.
Não sendo filho primogénito, e estando por isso afastado da sucessão da casa dos seus pais, seguiu a carreira militar, e foi habilitado para a Ordem Militar de Cristo em 28 de março de 1758, aos 23 anos de idade.
De seguida, partiu como voluntário para a Índia portuguesa, onde prestou serviço com a patente de tenente-coronel (mais tarde, promovido a coronel), no período das campanhas que levaram às "Novas Conquistas" e casou em Goa, no final de 1761.
Provavelmente com a perspectiva de se instalar definitivamente no Estado da Índia, solicitou à coroa, durante a década de 1760, que lhe fosse concedida a posse da aldeia de Damão Pequeno, bem como a doação das aldeias de Chaporá e Caramona, usando como justificação os serviços prestados por seu sogro, Manuel Paim de Melo, descendente de um ramo da família Paim, que se instalara na Índia no século XVII.
No entanto, o falecimento dos seus dois irmãos mais velhos, que tinham sucedido nos senhorios da casa de Barbosa, veio a ditar o regresso ao reino de D. Luís Inácio, a fim de garantir a sucessão na casa de seus pais.
Os senhores de Barbosa eram, na segunda metade do século XVIII, uma das mais antigas famílias da nobreza da corte, se bem que afetados por crescentes problemas financeiros. Segundo as pesquisas de historiador Nuno Gonçalo Monteiro, a casa de Barbosa possuía em 1766 um rendimento total de 3.835,200 réis (equivalentes a 7.724,471 réis, no início do século XIX), sendo que quase 42% desses rendimentos provinham de comendas das ordens militares. Por outro lado, os Ataíde Azevedo e Brito, senhores de Barbosa, estavam entre as famílias cortesãs que haviam feito um importante esforço financeiro no sentido de apoiar a reconstrução de Lisboa, depois de terremoto de 1755.
Assim, ao voltar ao reino para tomar posse da sua casa, D. Luís Inácio encontrou-a numa situação financeira delicada, e ainda agravada pelas tentativas da sua cunhada, D. Josefa Leonor de Melo e Castro (irmã de Dinis Gregório de Melo e Castro e Mendonça, governador de Mazagão) no sentido de fazer valer os seus direitos a parte dos rendimentos das comendas de Barbosa (incluindo pelo menos uma que havia sido sequestrada à casa dos duques de Aveiro), como viúva do falecido irmão primogênito de Luís Inácio, D. Manuel de Ataíde Azevedo e Brito.
Assim, apesar de ter obtido da coroa, no ano de 1780, a confirmação da sucessão no senhorio de Barbosa, só anos mais tarde D. Luís Inácio conseguiria garantir os rendimentos das várias comendas na Ordem de Cristo que haviam sido de seu pai e irmãos, nomeadamente as de São Pedro de Folgosinho, São Julião e São Miguel de Lavradas.
Quando faleceu em Lisboa em 1792, D. Luís Inácio deixou para seus herdeiros uma casa administrada, para poder pagar dívidas aos credores. E, nove anos após o seu falecimento, seriam levadas a leilão várias das antigas propriedades e vínculos da casa de Barbosa, incluindo a Marinha do Brito, no termo de Alcochete (parte do vínculo fundado no século XVI por seu antepassado, Lopo de Brito, 2.º capitão do Ceilão português), várias propriedades no Ribatejo que integravam o vínculo fundado no século XIII por D. Urraca Lourenço da Cunha e ainda o morgadio de Guilhabreu, incluindo sua capela de Nossa Senhora do Amparo, do século XVI, com o brasão dos Silvas.
No entanto, o senhorio da honra e quinta de Barbosa, e da torre e quinta de Ataíde (solar de origem da família Ataíde) passariam, livres de encargos, em 1805, para a sua filha e sucessora, D. Ana Joaquina de Ataíde Azevedo e Brito Malafaia.

## Casamento e descendência
Casou, durante a sua estadia na Índia, em 4 de novembro de 1761, em Goa (Pangim), Igreja de São Salvador, com D. Maria Manoel Paim de Melo e Sampaio, filha de Manuel Paim de Melo, capitão da fortaleza de Baçaim (neto paterno do seu homónimo, capitão-mor de Damão) e de D. Brites Pereira, sendo testemunhas o vice-rei Conde da Ega e Caetano Correia de Sá, vedor da Fazenda; com geração, dois filhos que não deixaram sucessão e uma filha que viria a ser a herdeira:
- D. Ana Joaquina de Ataíde Azevedo e Brito Malafaia (Goa, 1762 - Vila Real, 11 de novembro de 1805), herdeira das honras de Barbosa e de Ataíde, que casou em Lisboa, São Sebastião da Pedreira, em 24 de setembro de 1793, com Francisco Vaz Guedes Pereira Pinto, 6.º Morgado do Arco, com geração, da qual os seguintes filho e filha deixariam descendência:
  - D. Miguel Vaz Guedes de Ataíde Azevedo e Brito Malafaia (Fundão, 1794 - Quinta de Barbosa, 1864), último senhor da honra de Barbosa e 7.º e último Morgado do Arco, que casou duas vezes: a 1.ª vez com D. Maria Ludovina de Melo Sampaio, da casa dos senhores de Ribalonga, com geração, que seguiria os apelidos Ataíde Malafaia Baptista, e a 2.ª vez com D.  Maria Inocência Pinto de Sousa Coutinho (neta paterna do 1.º visconde de Balsemão), com geração, que seguiria os apelidos Ataíde Malafaia Oliveira e Sá.[19]
  - D. Augusta Cândida Emília Vaz Guedes de Ataíde (Fundão, 1800 - Matosinhos, 1873), que casou com seu primo coirmão Miguel Pereira Pinto de Queiroz, morgado de Santo António de Favaios e São Nicolau de Alcongosta; com geração, nos Queiroz de Ataíde e Ataíde Pinto Mascarenhas, senhores do solar dos viscondes de Treixedo e da casa e quinta do Cruzeiro, em Viseu (o diplomata José Guilherme Queiroz de Ataíde é trineto deste casal, por varonia).[20]